# Sri Vikrama Rajasinha
Sri Vikrama Rajasinha (1780 -30 de enero de 1832, nacido como Kannasamy Nayaka) fue el último de cuatro reyes, en gobernar la última monarquía cingalesa del Reino de Kandy en Sri Lanka. Los reyes Nayak fueron budistas Telugu que hablaban tamil. El rey fue eventualmente depuesto por los británicos bajo los términos de la Convención kandiana, de 1815, terminando con más de 2300 años de monarquía cingalesa en la isla. La isla fue incorporada al imperio británico, y Sri Vikrama Rajasinha fue sucedido por Jorge III, como monarca del Ceilán británico.

## Primeros años
Antes de su coronación en 1798, Sri Vikrama Rajasinha fue conocido como Príncipe Kanassamy. Fue miembro de la familia real Madurai y sobrino de Sri Rajadhi Rajasinha. Sucedió a su tío como Rey de Kandy en 1798 a la edad de 18 años.

## Reinado

### Reinado temprano
Hubo un rival que reclamaba el trono para suceder a Sri Rajadhi Rajasinha, el hermano de la Reina Upendramma, quien tenía un fuerte reclamo. Sin embargo, Pilimatalawe, el primer Adigar (Primer ministro) eligió al Príncipe Kannasamy, con serios planes para usurpar el trono para establecer su propia dinastía. Sri Vikrama Rajasinha enfrentó numerosas conspiraciones para derrocarlo y reinó durante uno de los más turbulentos períodos en la historia de Sri Lanka.

### Conflicto interno
Durante este tiempo, los británicos quienes habían sucedido a los holandeses en las Provincias Marítimas que no habían interferido en las políticas de Kandy. Pero Pilimatalava, el primer ministro, el Adigar del rey, comenzó a realizar operaciones encubiertas con los británicos para provocar al rey a cometer actos de agresión, lo cual podría darle a los británicos una excusa para tomar el reino. El Adigar manipuló al rey para comenzar un conflicto militar con los británicos, quienes habían ganado una fuerte posición en las provincias costeras. La guerra fue declarada el 22 de marzo de 1803, los británicos entraron a Kandy sin resistencia, Sri Vikrama Rajasinha había huido. El adigar masacró a la guarnición británica en Kandy en junio y restauró al Rey en el trono. Pilimitalava conspiró para derrocar al Rey y tomar la corona para sí mismo, pero, habiendo sido perdonado en las dos ocasiones previas, fue ejecutado. El desgraciado adigar fue remplazado por su sobrino, Ehelepola, quien pronto cayó en la sospecha de seguir los pasos de su tío en complotar para el derrocamiento de Sri Vikrama Rajasinha. Una rebelión instigada por Ehalepola fue desbaratada, después de lo cual huyó hacia Colombo y se unió a los británicos. Tras no rendirse (después de 3 semanas de advertencias), el exasperado Rey expulsó a Ehelepola, confiscó sus tierras y ordenó la detención y ejecución de su esposa e hijos. Un publicitado registro de la ejecución fue ampliamente difundido por simpatizantes. Ehelepola huyó hacia territorio controlado por los británicos fled, donde persuadió a los británicos que la tiranía de Sri Vikrama Rajasinha merecía una intervención militar. El pretexto fue dado por la captura de cierto número de mercaderes británicos, quienes dieron detenidos sospechados de espionaje y torturados, matando a muchos de ellos. Una invasión fue montada y avanzó hacia Kandy sin resistencia, añcanzando la ciudad el 10 de febrero de 1815. El 2 de marzo, el Reino fue cedido a los británicos bajo un tratado llamado la Convención Kandiana.

### Muerte
El 2 de marzo, el Sri Vikrama Rajasinha fue depuesto y tomado como un prisionero por los británicos en el Fuerte Vellore al sur de la India. Vivió con sus dos reinas en una pequeña pensión otorgada por el gobierno británico. Murió de gota el 30 de enero de 1832 a la edad de 52 años.

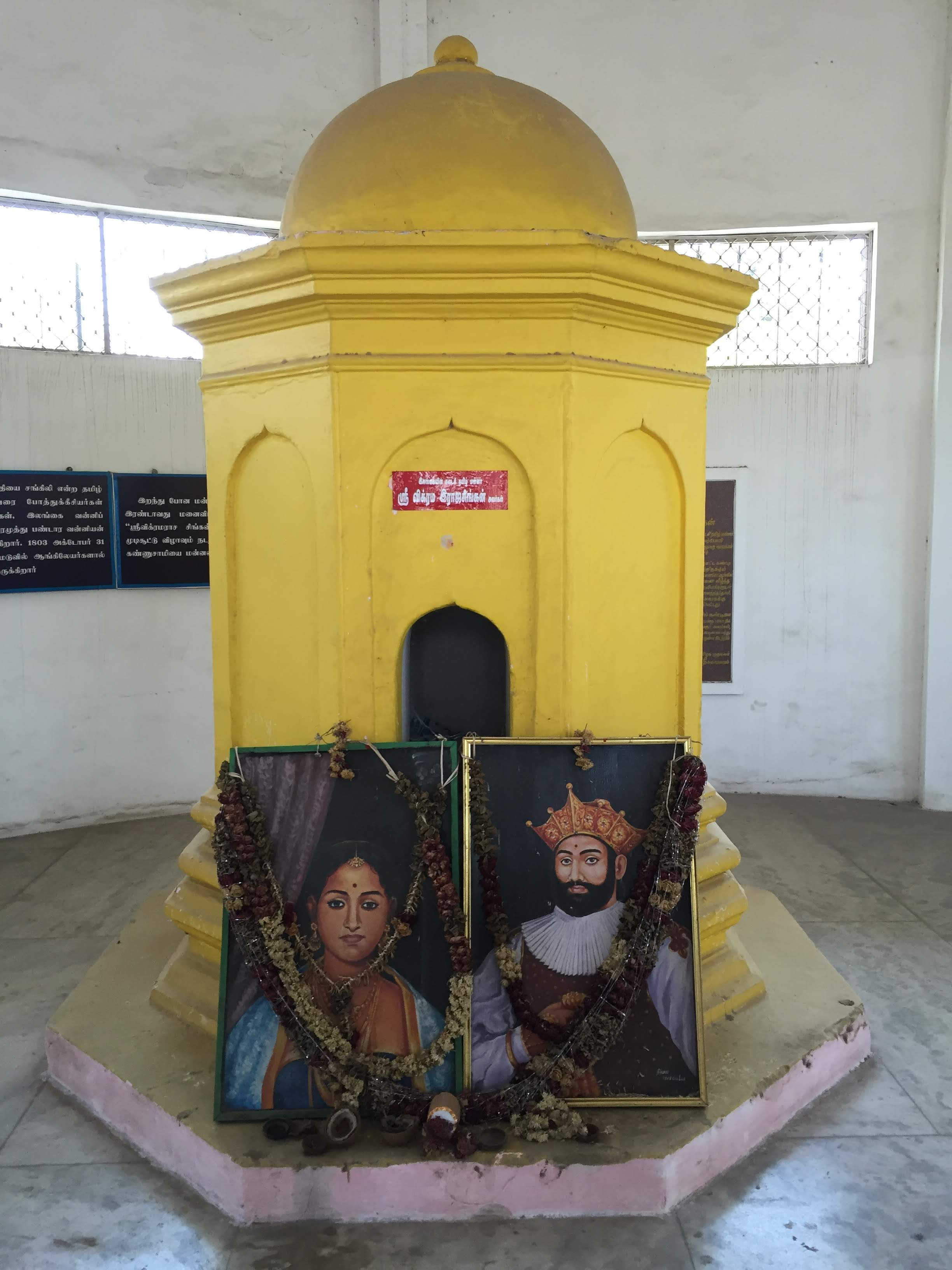
Tumba de Vikrama Raja Singa y consorte, Vellore
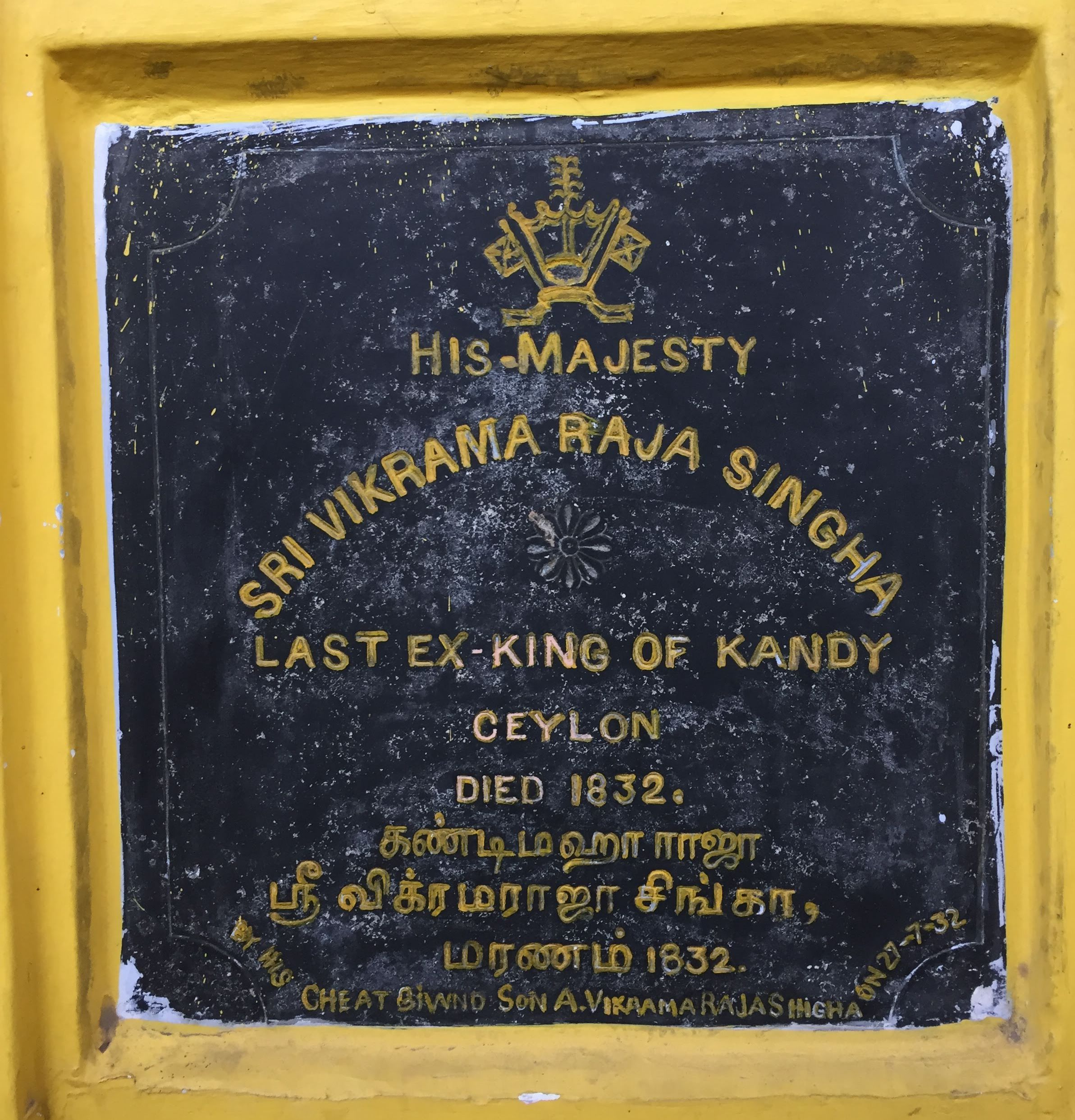
Grave lápida de Vikrama Raja Singa, Vellore

## Literatura
- Ananda Senarath Pilimatalavuva, The Pilimatalavuvas in the last days of the Kandyan kingdom (Sinhalé), Stamford Lake Publication, 2008.ISBN 9558733644.